# チェラーコヴィツェ - モホフ線
チェラーコヴィツェ - モホフ線（チェコ語: Železniční trať Čelákovice–Mochov）は、鉄道旅行者クラブ交通の鉄道線の名称である。路線番号は233。
1883年、オーストリア地方鉄道の路線として開業した。2018年4月 - 2021年10月の間は定期列車が運行していたが、以降は定期列車の運行がなくなった。

## 運行形態[3]
- プラハ - チェラーコヴィツェ - モホフ　【年1日運行】
春の年1日のみ、一日1往復が運行する。チェラーコヴィツェ以西は232号線に直通する。
過去の運行形態
2016年以前は、年３日、旧型客車「ポラブスキー・モトラーチェク」号が一日2往復運行していた。全列車が232号線に直通し、モホフ - チェラーコヴィツェ - ポヂェブラディ間、モホフ - チェラーコヴィツェ - ミロヴィツェ間に1往復ずつ運行していた。モホフ停留所は通過していた。
2017年は、年４日、旧型客車「モホフスキー・モトラーチェク」号が、日中2時間間隔で一日4往復運行していた。うち1往復は074号線に直通し、チャコヴィツェまで運行していた。モホフ停留所は通過していた。
2018年4月3日に、定期列車の運行を開始した。平日のみ、一日6往復（朝と夕方に3往復ずつ）の運行で、夏季は運休していた。
2019年末に、朝2往復、夕方4往復に変更された。
2021年10月限りで、定期列車の運行を休止。代わりに、プラハ - モホフの臨時列車が運行を開始した。当時は春季に運行していた。
2024年度より、夏季の運行に変更された。
2025年度より、再び春季の運行となった。

## 駅一覧
以下では、チェコ国鉄233号線の駅と営業キロ、停車列車、接続路線などを一覧表で示す。全て各駅停車である。
| 路線名 | 駅名                            | 累計営業キロ | 接続路線                                                          | 所在地         | 所在地               |
| ------ | ------------------------------- | ------------ | ----------------------------------------------------------------- | -------------- | -------------------- |
| 233    | チェラーコヴィツェ駅            | 0.0          | 074号線（ネラトヴィツェ方面） 232号線（プラハ方面、コリーン方面） | 中央ボヘミア州 | プラハ＝ヴィーホド郡 |
| 233    | モホフ停留所（2018年4月再開業） | 1.8          |                                                                   | 中央ボヘミア州 | プラハ＝ヴィーホド郡 |
| 233    | モホフ駅                        | 3.9          |                                                                   | 中央ボヘミア州 | プラハ＝ヴィーホド郡 |